# Аксёновская волость
Аксёновская волость — волость в составе Богородского уезда Московской губернии. Существовала до 1929 года. Центром волости сначала была деревня Аксёново, а потом село Фряново.
Под данным 1890 года в деревне Аксёново размещалось волостное правление и фельдшерский пункт. В сёлах Маврино, Рязанцы, Стромынь и слободе Фряново действовали земские училища. Также во Фряново размещалась квартира урядника.
В состав волости вошли селения Аксёново, Беседы, Бобры, Богородское, Ботово, Гаврилково, Глазуны, Головино, Горбуны, Гридьково, Дуброво, Ерёмино, Ескино, Жеребцы, Костыши, Маврино, Могутово, Обухово, Пареево, Рязанцы, Старки, Степаньково, Стояново, Стромынь, Сурмино, Фряново и Шастово.
1 января 1918 года из Сергиевской волости Дмитровского уезда в Аксёновскую волость были переданы селения Большие Петрищи и Машино, а из Ботовской волости Александровского уезда Владимирской губернии в Аксёновскую волость были переданы селения Афанасово и Хлепетово.
По данным 1919 года в Аксёновской волости было 25 сельсоветов: Аксёновский, Беседовский, Бобровский, Больше-Петрищевский, Ботовский, Гаврилковский, Глазуновский, Головинский, Горбуновский, Дубровский, Ерёминский, Еськинский, Жеребцовский, Костышевский, Мавринский, Машинский, Могутовский, Мало-Петрищевский, Пареевский, Рязанцевский, Старковский, Степаньковский, Стояновский, Стромынский, Фряновский.
В 1923 году Бобровский с/с был присоединён к Глазуновскому, Гавриловский и Машинский — к Мавринскому, Горбуновский — к Аксёновскому, Могутовский — к Еськинскому, Старковский — к Ботовскому, Стояновский — к Беседовскому. Из частей Глазуновского с/с были образованы Афанасьевский и Хлепетовский с/с.
В 1924 году Больше-Петрищевский с/с был присоединён к Пареевскому, Еськинский — к Рязанцевскому, Жеребцовский — к Мало-Петрищевскому, Костышевский — к Мавринскому. Дубровский с/с был переименован в Могутовский.
В 1925 году Могутовский с/с был присоединён к Ерёминскому. Из Ерёминского с/с был выделен Дубровский с/с, из Беседовского — Стояновский, из Мавринского — Машинский. Пареевский с/с был переименован в Старо-Пареевский, Степаньковский — в Гавриловский, Мавринский — в Маврино-Костышевский.
В 1926 году Маврино-Костышевский с/с был переименован в Мавринский, Старо-Пареевский — в Пареевский. К Головинскому с/с был присоединён Машинский с/с.
По данным 1926 года селения в составе сельсоветов: Аксёново, Горбуны, Мосальское (Аксёновский сельсовет), Афанасово (Афанасовский сельсовет), Беседы, Малое Шастово (Беседовский сельсовет), Бобры, Горицы, Гридьково (Бобровский сельсовет), Ботово, Ново-Обухово, Старки (Ботовский сельсовет), Гаврилково, Степаньково (Гаврилковский сельсовет), Глазуны, Хлепетово (Глазуновский сельсовет), Головино, Машино (Головинский сельсовет), Дуброво (Дубровский сельсовет), Еремино, Козино, Могутово (Ереминский сельсовет), Костыши, Маврино (Мавринский сельсовет), Новопареево, Старопареево, Большие Петрищи (Пареевский сельсовет), Малые Петрищи (Петрищевский сельсовет), Ескино, Рязанцы (Рязанцевский сельсовет), Стояново, Большое Шастово (Стояновский сельсовет), Сталино, Стромынь (Стромынский сельсовет).
В 1929 году Фряновский сельсовет был преобразован во Фряновский поселковый совет.
По данным 1926 года в деревнях Аксёново, Афанасьево, Беседы, Ботово, Горбуны, Дуброво, Ерёмино, Старое Пареево, Степаньково; сёлах Маврино, Рязанцы, Стромынь имелись школы I ступени. В деревне Беседы и сёлах Рязанцы и Стромынь были избы-читальни. В деревне Стояново размещалась амбулатория. Во Фряново находились отделение милиции, суд, почтово-телеграфная станция, 7-летняя школа, фабрично-заводская школа, детский сад и ясли, библиотека, больница, аптека, рабочий клуб.
14 января 1929 года Московская губерния была упразднена и Богородский уезд вошёл в состав Центральной промышленной области.
В ходе реформы административно-территориального деления СССР 12 июля 1929 года Аксёновская волость была упразднена. При этом селение Ботово Ботовского с/с и Стромынский с/с были переданы в Ногинский район образованной Московской области, а Аксёновский, Афанасовский, Беседовский, Бобровский (территория передана в Афанасовский с/с), Гаврилковский, Глазуновский, Головинский (территория передана в Аксёновский с/с), Ерёминский, Мавринский (территория передана в Гаврилковский с/с), Малопетрищевский (территория передана в Огудневский с/с), Пареевский (при этом он был переименован в Старопареевский с/с) и Стояновский (территория передана в Беседовский с/с) с/с — в Щёлковский район, селение Старки Ботовского с/с — в Беседовский с/с Щёлковского района.